# Altenesch
Altenesch ist eine Ortschaft in der Gemeinde Lemwerder im niedersächsischen Landkreis Wesermarsch. Der Ort liegt südlich des Kernortes Lemwerder an der Landesstraße L 875. Östlich fließt die Weser, südöstlich mündet die Ochtum in die Weser. Westlich verläuft die B 212 und nordwestlich die L 885.

## Geschichte
Bekannt ist die Ortschaft vor allem durch die Schlacht bei Altenesch, bei der 1234 die Stedinger Bauern durch ein Heer des Bremer Erzbischofes und der Oldenburger Grafen vernichtend geschlagen wurden. Auf dem Schlachtfeld steht heute die St.-Gallus-Kirche. Außerdem erinnern das St.-Veit-Denkmal und die Thingstätte Stedingsehre daran.
Bis zum 15. November 1972 trug die ganze Gemeinde Lemwerder den Namen „Altenesch“.